# Patrimoni dell'umanità del Laos
I patrimoni dell'umanità del Laos sono i siti dichiarati dall'UNESCO come patrimonio dell'umanità in Laos, che è divenuto parte contraente della Convenzione sul patrimonio dell'umanità il 20 marzo 1987.
Al 2025 i siti iscritti nella Lista dei patrimoni dell'umanità sono quattro, mentre una è la candidatura per una nuova iscrizione. Il primo sito iscritto nella lista è stato nel 1995 la città di Luang Prabang, durante la diciannovesima sessione del comitato del patrimonio mondiale. Sei anni dopo, nella venticinquesima sessione, Vat Phou e gli antichi insediamenti associati nel paesaggio culturale di Champasak sono divenuti il secondo sito laotiano riconosciuto dall'UNESCO. Il terzo patrimonio è costituito dai siti di giare megalitiche di Xiangkhoang - Piana delle Giare, incluso nella lista nel 2019 dalla quarantatreesima sessione del comitato. Infine il più recente riconoscimento riguarda il Parco nazionale di Hin Nam No, iscritto come estensione del sito vietnamita del Parco nazionale di Phong Nha-Ke Bang nel 2025 durante la quarantasettesima sessione. Tre siti sono considerati culturali, secondo i criteri di selezione, e uno naturale; uno è parte di un sito transnazionale.

## Siti del Patrimonio mondiale
| Foto | Sito                                                                               | Luogo                                          | Tipo                         | Anno | Descrizione |
| ---- | ---------------------------------------------------------------------------------- | ---------------------------------------------- | ---------------------------- | ---- | --- |
|      | Città di Luang Prabang                                                             | Luang Prabang                                  | Culturale (479; ii, iv, v)   | 1995 | Luang Prabang è un eccezionale esempio della fusione dell'architettura tradizionale e delle strutture urbane del Laos con quelle costruite dalle autorità coloniali europee nel XIX e XX secolo. Il suo paesaggio urbano unico e straordinariamente ben conservato illustra una fase chiave nella fusione di queste due distinte tradizioni culturali. |
|      | Vat Phou e gli antichi insediamenti associati nel paesaggio culturale di Champasak | Provincia di Champasak                         | Culturale (481; iii, iv, vi) | 2001 | Il paesaggio culturale di Champasak, incluso il complesso del tempio di Vat Phou, è un paesaggio pianificato straordinariamente ben conservato vecchio di più di 1000 anni. È stato modellato per esprimere la visione indù del rapporto tra natura e umanità, utilizzando un asse dalla cima della montagna alla riva del fiume per tracciare uno schema geometrico di templi, santuari e giochi d'acqua che si estendono per circa 10 km. Fanno parte del sito anche due città pianificate sulle rive del fiume Mekong, così come la montagna Phou Kao. L'insieme rappresenta uno sviluppo che va dal V al XV secolo, principalmente associato all'Impero Khmer. |
|      | Siti di giare megalitiche di Xiangkhoang - Piana delle Giare                       | Provincia di Xiangkhoang                       | Culturale (1587; iii)        | 2019 | La Piana delle Giare, situata sull'altopiano di Xiangkhoang, prende il nome da oltre 2 100 giare in pietra megalitica di forma tubolare utilizzate per le pratiche funerarie nell'età del ferro. Questa proprietà seriale di 15 componenti contiene grandi vasi di pietra scolpita, dischi di pietra, sepolture secondarie, lapidi, cave e oggetti funerari risalenti al periodo tra il 500 a.C. e il 500 d.C. I vasi e gli elementi associati sono le prove più importanti della civiltà dell'età del ferro che li ha realizzati e utilizzati fino alla sua scomparsa, intorno al 500 d.C.. |
|      | (Parco nazionale di Phong Nha-Ke Bang e) Parco nazionale di Hin Nam No             | Distretto di Boualapha (condiviso con Vietnam) | Naturale (951; viii, ix, x)  | 2025 | Il Parco nazionale di Phong Nha-Ke Bang e il Parco nazionale di Hin Nam No costituiscono un'estensione transfrontaliera del Parco nazionale di Phong Nha-Ke Bang in Vietnam, iscritto nel 2003. Situato sulla Catena Annamita, il parco presenta aspri paesaggi carsici, profonde grotte, tra cui la vasta grotta di Xe Bang Fai, nonché una ricca biodiversità e i relativi usi tradizionali locali. Il parco si trova all'interno dell'hotspot di biodiversità indo-birmano, che ospita oltre 1 500 specie di piante e 536 specie di vertebrati, tra cui numerose specie endemiche e minacciate a livello globale come il langur duca dalle zampe rosse e il pangolino della Sonda. Anche specie uniche come il ratto delle rocce laotiano e il ragno cacciatore gigante vivono nell'area. I suoi diversi ecosistemi spaziano dalle foreste di pianura agli habitat carsici d'alta quota. |

## Siti candidati
| Foto | Sito                    | Luogo     | Tipo                   | Anno       | Descrizione |
| ---- | ----------------------- | --------- | ---------------------- | ---------- | --- |
|      | That Luang di Vientiane | Vientiane | Culturale (391; i, iv) | 25/03/1992 | Il That Luang ("Grande Reliquiario") fu costruito nel 1566 dal re Setthathirath quando stabilì la capitale del regno a Vientiane. Questo That, che ha la sua origine nello stupa indiano, copre un edificio precedente, contenente una reliquia del Buddha. Simboleggia anche la montagna cosmica che segna il centro del mondo. |